# ألتافيستا
ألتا فيستا ( Altavista ) كان محرك بحث أنشئ في 15 ديسمبر 1995. وقد ابتدأ يومه الأول بثلاثين ألف زيارة. وبعد عامين تماما بلغ زواره 80 مليوناً كل يوم. وقد كان من أشهر محركات البحث في التسعينيات من القرن الماضي، ولكن شهرته خفت بعد ذلك مع صعود جوجل، وهو الآن تابع لشركة ياهو!.